# Juan de Homedes
Juan de Homedes y Coscon (ook bekend als Jean de Homedes) (1477-1553) was een Spaanse ridder in de Orde van Sint-Jan van Jeruzalem, beter bekend als de Orde van Malta. Van 1536 tot 1553 was hij de 47ste grootmeester van de Orde. Tijdens zijn bewind op Malta liet hij nieuwe forten aanleggen voor een eventuele aanval van de Turkse piraten.
Het was echter tijdens zijn bewind, dat de ridders hun bolwerk in Noord-Afrika (Tripoli) in 1551 verloren aan de Ottomanen onder leiding van Turgut Reis en Sinan. De Homedes liet de militaire gouverneur van Tripoli, Gaspard de Vallier, gevangenzetten en uit zijn ambt ontzetten. Volgens Homedes had hij een groot aandeel in het verlies van de Afrikaanse gronden. Jean de la Valette herstelde tijdens zijn bewind de positie van De Vallier. Hij werd in 1553 opgevolgd door Claude de la Sengle.